# Petrophytum acuminatum
Petrophytum acuminatum är en rosväxtart som beskrevs av Per Axel Rydberg. Petrophytum acuminatum ingår i släktet Petrophytum och familjen rosväxter. Inga underarter finns listade i Catalogue of Life.